# Tortuga ariet
La tortuga ariet (Chersina angulata) és una espècie de tortuga de la família dels testudínids que es troba a les zones seques de matolls de Sud-àfrica. Aquesta tortuga és l'únic membre del gènere Chersina.

## Morfologia
És una tortuga petita, tímida, amb una closca relativament variable. Sovint es poden distingir per les prominents protuberàncies del seu plastró a sota del cap. Aquestes són utilitzades pels mascles per lluitar pel territori o per les femelles.

## Distribució
Habita la vegetació de matoll sec costaner de la part sud-occidental de Sud-àfrica. Aquesta àrea de distribució natural s'estén a través de la Regió Floral del Cap, tan al nord com al sud de Namíbia. A més, s'han introduït petites colònies pels turistes en els jardins domèstics a Swakopmund i Walvis Bay, més al nord al centre de Namíbia. També hi ha una colònia a l'Illa Dasse, enfront de les costes de Sud-àfrica.

## Manteniment en captivitat
Aquesta tortuga és mantinguda com a mascota al jardí a Sud-àfrica. També és cada vegada més amenaçada per la recollida il·legal pel comerç de mascotes. Fora de la seva àrea de distribució natural i del seu clima en general no sobreviuen bé, així que quan s'exporten a l'estranger aquests animals solen morir. Això és en part perquè s'adapten al clima sec i càlid, de tipus mediterrani del sud d'Àfrica. També, naturalment, mengen una gran varietat de plantes indígenes de Sud-àfrica i, si es manté en un jardí, requereixen una gamma igualment àmplia de plantes disponibles per a alimentar-se. No van a mantenir-se saludables si s'alimenten només d'enciam.
Aquesta tortuga, com la majoria dels rèptils, també ha de ser capaç de regular la seva pròpia temperatura, movent-se entre els punts de sol i ombra. Si es manté com una mascota, per tant, necessita un gran jardí on es pot escalfar, així com buscar l'ombra quan sigui necessari. Es necessita un hàbitat sec, ja que la humitat constant és particularment dolenta per a ella.